# معركة صعدة 2011

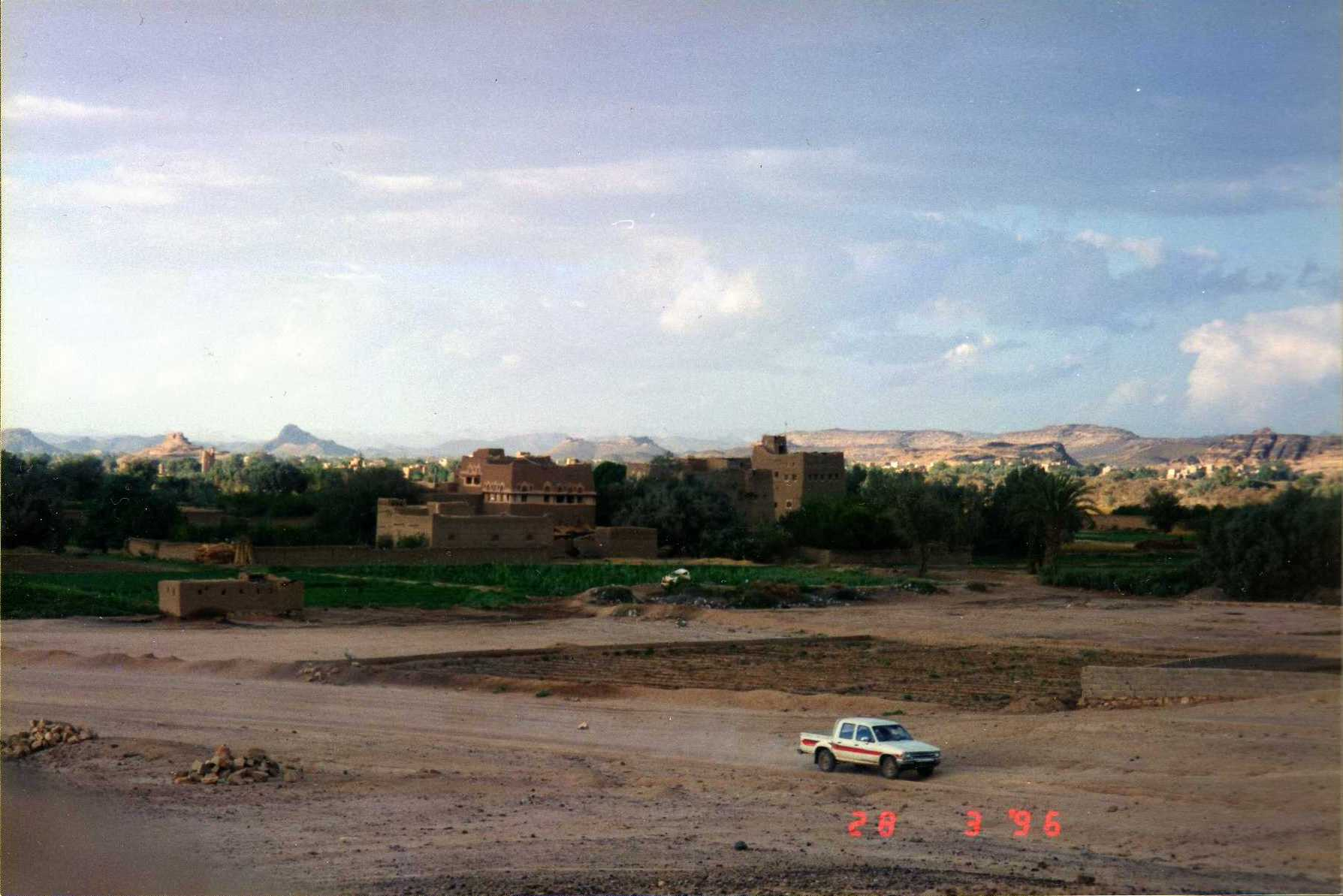
مدينة صعدة

معركة صعدة معركة وقعت في مارس 2011 بين المتمردين الحوثيين والقوات الموالية للرئيس اليمني علي عبد الله صالح في بلدة صعدة الشمالية.
في فبراير 2011 بعد نجاح الثورة التونسية ثم المصرية عام 2011 ضمن ما يعرف باسم الربيع العربي فقد امتدت شرارة الثورة إلى العديد من البلدان بما فيها اليمن. أعلن الحوثيون دعمهم للانتفاضة اليمنية 2011 ضد صالح وحشود كبيرة من أتباع الحوثي انضم للمحتجين في يومهم العاشر. خلال شهري فبراير ومارس عقد الآلاف من المتظاهرين مسيرات أسبوعية في مدينة صعدة من أبواب المدينة القديمة إلى الثكنة الأمنية لقوات صالح.
اقتحم المقاتلو الحوثيون البلدة يوم 19 مارس وقاموا بتفجير المنازل و إلحاق خسائر مدنية كبيرة. وهذا أدى إلى صراع عنيف مع قبائل آل عابدين برئاسة الموالي للحكومة الشيخ عثمان مجلي والذي راح ضحيته خمسة وأربعون قتيلا و دمر ثلاثة عشر منزلا. ثم الحوثيين هاجموا موقع تيلموس العسكري الذي يطل على المدينة ووغنموا العديد من البنادق الآلية وقذائف الهاون والمدافع والدبابات. انتصر الحوثيون في القتال واحترق منزل الشيخ مجلي وتم تدمير جميع ممتلكاته ومصادرة سياراته الستة عشر. محافظ صعدة طه هاجر فر من المحافظة إلى صنعاء والشرطة تركوا وظائفهم وبعد ذلك سلم جميع قادة مقر قيادة الجيش في صعدة على المعدات و قواعدهم العسكرية لجماعة الحوثي. بحلول 27 مارس سيطر الحوثيون تماما على المدينة وقاموا بتشغيل جميع المرافق الحكومية ونقاط التفتيش والسيطرة على كل مداخل المدينة.
في يوم السبت 26 مارس عين القائد الميداني الحوثي أبو علي عبد الله فارس مناع أحد تجار السلاح الأبرز في الشرق الأوسط والحليف السابق للرئيس صالح محافظا لصعدة. اختلف مناع مع صالح بعدما سجن الثاني الأول لعدة أشهر في صنعاء مما جعله يقدم على تقديم استقالته من حزب المؤتمر الشعبي العام الحاكم للانضمام إلى قوات الحوثيين إلى جانب عدد آخر من السياسيين البارزين في صعدة . أعلن الحوثيين بموجب هذا إدارة منفصلة مستقلة تماما عن الحكومة اليمنية التي تتكون من المتمردين والمقيمين والقادة العسكريين المنشقين.